# دفنة لوزونية
دفنة لوزونية (الاسم العلمي:Daphne luzonica) هي نوع من النباتات تتبع جنس الدفنة من الفصيلة المثنانية.